# Lagnus monteithorum
Lagnus monteithorum is een spinnensoort in de taxonomische indeling van de springspinnen (Salticidae).
Het dier behoort tot het geslacht Lagnus. De wetenschappelijke naam van de soort werd voor het eerst geldig gepubliceerd in 2008 door Patoleta.